# Territori indígena originari camperol
A Bolívia, un territori indígena originari camperol, és una entitat territorial autònoma.
| «                                                                                      | L'Estat reconeix, protegeix i garanteix la propietat comunitària o col·lectiva, que comprèn el territori indígena originari pagès, les comunitats interculturals originàries i de les comunitats pageses. | » |
| — Constitució Política de l'Estat Plurinacional de Bolívia, Articulo 394, Paràgraf III | |   |

## Història
Les terres comunitàries d'origen (TCO) van ser territoris en poder dels pobles indígenes a través de títols col·lectius. A partir de la publicació del decret suprem 0727 de 6 de desembre de 2010 les TCO van passar a denominar-se territoris indígenes originaris camperols (TIOC).
La creació d'aquests territoris ha estat un objectiu important dels moviments indígenes bolivians i una iniciativa política impulsada per governs nacionals identificats tant pel neoliberalisme com pels indígenes. Les TCO estan sent incloses sota el règim d'autonomia indígena originària camperola. A juny de 2009 s'havien proposat 60 TCO en les terres baixes, de les quals 12 havien completat la titulació i 143 s'havien proposat en les terres altes, de les quals 72 tenien títols definitius. Més de 16.800.000 hectàrees han estat incorporades a les terres comunitàries d'origen a desembre de 2009, més del 15% de la superfície terrestre de Bolívia.
La titulació de territoris indígenes va ser impulsada per la Marxa pel Territori i la Dignitat de juliol i agost de 1990, organitzada per la Confederació de Pobles Indígenes de l'Orient Bolivià (CIDOB). Aquesta marxa va exigir el reconeixement de quatre territoris indígenes, la qual cosa va ser atorgat mitjançant decrets suprems emesos el 24 de setembre de 1990. El reconeixement estatal es va formalitzar a través de la llei de Reforma Agrària de 1993, que va autoritzar la tinença comunitària de terres i va formalitzar les terres comunitàries d'origen com a vehicle d'aquesta tinença. La responsabilitat de verificar i atorgar el títol va recaure en l'Institut Nacional de Reforma Agrària. En la revisió de 1994 de la Constitució de Bolívia es va incorporar en l'article 171 que els indígenes tenien dret a exercir "drets socials, econòmics i culturals" a través de les TCO. En la constitució de 2009, les TCO reapareixen com a territoris indígenes originaris camperols en l'article 403. Un estudi de la Fundación Tierra va trobar que si bé el govern d'Evo Morales ha avançat significativament en la titulació de TCO, s'ha resistit a garantir els drets constitucionals dels residents de TCO sobre el maneig dels seus territoris i recursos.
Per a maig de 2020 existien 405 TCO, d'elles 347 pertanyen a terres altes i 58 a terres baixes, i la superfície titulada ascendeix a 24.012.318 hectàrees.
| TCO                                                                | Localització                               | Àrea (hectàrees) | Data d'establiment              | Establert per                                 | Pobles indígenes                                                           | Estatus previ                                  |
| Territori indígena Sirionó                                         |                                            | 52.408,71        | 24 de setembre de 1990          | Decret suprem 22609                           | Sirionó                                                                    |                                                |
| Territori indígena i parc nacional Isiboro-Sécure                  | Límit Cochabamba/Beni                      | 1.372.180        | 24 de setembre de 1990          | Decret suprem 22610                           | Mojeño trinitario, yuracaré, Tsimane'                                      | Parc nacional (desde 1965)                     |
| Territori indígena multiétnico I                                   | Beni                                       | 365 483,26       | 24 de setembre de 1990          | Decret suprem 22611                           | Mojeño trinitario, mojeño ignaciano, movima, yuracaré, Tsimane'            |                                                |
| Territori indígena Chimán I                                        | Beni                                       | 337.360,44       | 24 de setembre de 1990          | Decret suprem 22611                           | Tsimane'                                                                   |                                                |
| Reserva de la biosfera i terra comunitària d'origen Pilón Lajas    | Regió de Yungas, nord de La Paz i del Beni | 400.000          | 9 d'abril de 1992               | Decret suprem 23110                           | Mosetén, Tsimane', Tacanes                                                 | Reserva de la biosfera (des de 1977)           |
| Terres comunitàries d'origen Chayantaka                            | Nord de Potosí                             | 36.366,79        | Juliol de 2005                  | Titulació INRA completada                     | Ayllu Chayantaka                                                           |                                                |
| Territori indígena Lomerío Chiquitano                              |                                            | 259.188          | 9 d'abril de 1992 juny de 2006  | Decret suprem 23112 Titulació INRA completada | Chiquitanos                                                                |                                                |
| Territori indígena chiquitano Monte Verde                          | Província Ñuflo de Chaves, Santa Cruz      | 947.440,8        | 3 de julio de 2007              | Titulació completada i atorgada               | Chiquitanos                                                                |                                                |
| Territori indígena Araona                                          |                                            |                  | 9 d'abril de 1992               | Decret suprem 23108                           |                                                                            |                                                |
| Terres comunitàries d'origen Yuki-Río Ichilo                       | Cochabamba                                 |                  | 9 d'abril de 1992 abril de 1997 | Decret suprem 23111 Título INRA RTIT00-000006 | Yuqui, yuracaré, mojeño trinitario, movima                                 |                                                |
| Terres comunitàries d'origen Yuracaré                              | Cochabamba                                 | 241 170.5        |                                 |                                               | Yuracaré                                                                   |                                                |
| Terres comunitàries d'origen Avatiri Ingre                         | Chuquisaca                                 |                  |                                 |                                               | Guaraní                                                                    | Estades amb guaranís en condicions de servitud |
| Terres comunitàries d'origen Avatiri Huacareta                     | Chuquisaca                                 |                  |                                 |                                               | Guaraní                                                                    | Estades amb guaranís en condicions de servitud |
| Terres comunitàries d'origen Avatiri Ingre                         | Chuquisaca                                 |                  |                                 |                                               | Guaraní                                                                    | Estades amb guaranís en condicions de servitud |
| Terres comunitàries d'origen Machareti-Ñancaroinza-Carandayti      | Chuquisaca                                 |                  |                                 |                                               | Guaraní                                                                    | Estades amb guaranís en condicions de servitud |
| Terres comunitàries d'origen Itikaraparirenda                      | Chuquisaca                                 |                  |                                 |                                               | Guaraní                                                                    | Estades amb guaranís en condicions de servitud |
| Territori autònom Guaraní Charagua Iyambae                         | Santa Cruz                                 |                  |                                 |                                               | Guaraní                                                                    | Estades amb guaranís en condicions de servitud |
| Terres comunitàries d'origen Nor Lípez                             | Provincia de Nor Lípez, Potosí             | 2.000.91         | 19 d'abril de 2011              | Titulació INRA completada                     | Central Única Provincial de Comunidades Originarias de Nor Lípez           |                                                |
| Terres comunitàries d'origen Jatun Ayllu-Juchuy Ayllu-Chaupi Ayllu | Provincia de Sud Lípez, Potosí             | 1.557.532        | 19 d'abril de 2011              | Titulació INRA completada                     | Comunitats indígenes Jatun Ayllu, Juchuy Ayllu, Chaupi Ayllu               |                                                |
| Terres comunitàries d'origen Enrique Baldivieso                    | Provincia d'Enrique Baldivieso, Potosí     | 227 003          | 19 d'abril de 2011              | Titulació INRA completada                     | Central Única de la Província de Comunitats Originàries Enrique Baldivieso |                                                |